# Шестое вымирание. Неестественная история
Шестое вымирание. Неестественная история — нехудожественная книга 2014 года, написанная Элизабет Колберт и опубликованная издательством Henry Holt and Company. В книге утверждается, что Земля находится в середине современного, антропогенного, шестого вымирания. В книге Колберт приводит хронику предыдущих массовых вымираний и сравнивает их с ускоренным вымиранием в XXI веке. Она также описывает конкретные виды, уничтоженные человеком, а также экологию, окружающую доисторические и современные события вымирания. За эту книгу в 2015 году автор получила Пулитцеровскую премию за нехудожественную литературу.
Целевая аудитория — широкий круг читателей, а научные описания изложены в понятной прозе. В книге сочетаются объяснения её походов в отдаленные районы с интервью с учеными, исследователями и гидами, без отстаивания какой-либо позиции, в стремлении к объективности. Таким образом, тема шестого массового вымирания применяется к флоре и фауне, существующей в различных местах обитания, таких как панамский тропический лес, Большой Барьерный риф, Анды, атолл Бикини, городские зоопарки и собственный двор автора. В книге эта тема также применяется к ряду других мест обитания и организмов по всему миру. Исследовав современную точку зрения соответствующей рецензируемой науки, Колберт оценивает потерю флоры и фауны к концу XXI века в 20-50 процентов «всех живых видов на Земле».

## Предпосылки
Элизабет Колберт — научный обозреватель журнала The New Yorker. Она является автором книги «Полевые заметки о катастрофе», а также нескольких других книг. Её работы посвящены влиянию человека и цивилизации на экосистему нашей планеты. Большая часть её произведений связана с её впечатлениями о различных местах, как уже отмечалось выше. Ранее она работала репортером в газете «Нью-Йорк Таймс». Колберт живёт в Уильямстауне, штат Массачусетс, со своим мужем и детьми, и пишет в своем домашнем офисе напротив горы Грейлок в Массачусетсе. В связи с этой книгой Колберт давала интервью национальным новостным и медийным организациям.
На решение Колберт написать эту книгу повлияла статья, опубликованная в 2008 году в Proceedings of the National Academy of Sciences под названием «Находимся ли мы в середине шестого массового вымирания? Взгляд из мира амфибий». Впоследствии Колберт написала статью для The New Yorker, озаглавленную (по аналогии с её будущей книгой) «Шестое вымирание?». Исследования этой статьи включали в себя охоту на амфибий в Панаме. Затем она поняла, что это тема для целой книги.

## Краткое содержание глав

### Глава 1: Шестое вымирание
Предки лягушек выползли из воды около 400 миллионов лет назад. 250 миллионов лет назад лягушки были самыми ранними представителями современных отрядов земноводных. Земноводные живут на Земле дольше, чем млекопитающие и птицы; они появились ещё до динозавров. Недавно стало известно, что скорость вымирания лягушек увеличивается. Исходя из наблюдаемых темпов вымирания, значительно превышающих ожидаемые фоновые показатели, можно предсказать, что нас ожидает катастрофическое событие. Ещё десять лет назад панамские золотые лягушки были многочисленны, и их легко было найти в окрестностях Панамы. Однако в течение последних нескольких лет лягушки начали исчезать. Колберт утверждает, что исследования Национального зоологического парка в Вашингтоне и миколога из Университета штата Мэн определили причину повышенной смертности панамских лягушек как разновидность грибка Chytrid. Однако грибки Chytrid не встречаются в Панаме в естественных условиях. Это оставило загадочный вопрос: как грибок попал в Панаму? Факты свидетельствуют о том, что люди сыграли важную роль в распространении грибка. Колберт использует отношения между лягушкой и грибком как символ того, как люди внедряют инвазивные виды в различные среды, где местные виды обычно имеют правильное распределение аллелей для своей среды.

### Глава 2: Моляры мастодонта
Колберт объясняет, как окаменелости американского мастодонта (Mammut americanum) сформировали взгляды Жоржа Кювье на катастрофизм. По мнению Кювье, у мастодонта не было причин для вымирания. Мастодонт был достаточно крупным, чтобы избежать хищничества, имел достаточно большие зубы, чтобы питаться абразивной пищей, и имел другие фенотипы, которые должны были увеличить его шансы на выживание. Кювье пришёл к выводу, что должны были произойти внезапные и сильные природные катастрофы, которые вызвали массовое вымирание жизнеспособных видов. Колберт использует мастодонта как символ идеи о том, что катастрофа является важным механизмом вымирания.

### Глава 3: Настоящий пингвин
Бескрылая гагарка была крупной нелетающей птицей, обитавшей в Северном полушарии. У неё был большой, искусно рифленый клюв. Когда первые поселенцы прибыли в Исландию, популяция гагарок, вероятно, исчислялась миллионами. Однако поселенцы обнаружили, что гагарки — «очень хорошее и сытное мясо». Они также использовали их жирные тела в качестве топлива и приманки для рыбы, а их перья — для набивки матрасов. Несмотря на попытки защитить этот вид, к 1844 году последние гагарки были истреблены. Колберт использует бескрылую гагарку как символ того, что чрезмерная эксплуатация ресурсов человеком является ещё одним важным механизмом вымирания.

### Глава 4: Фатальное преимущество аммонитов
Колберт объясняет, что главной причиной мел-палеогенового вымирания было не само столкновение с астероидом. Это была пыль, образовавшаяся в результате столкновения. Обломки от удара испепелили все на своем пути. Она утверждает, что невозможно оценить полный масштаб различных видов, вымерших в результате этой катастрофы. Однако мы знаем, что один класс животных вымер из-за последствий удара астероида — это аммониты. Колберт объясняет, что, хотя аммониты и были «приспособлены» к существующей среде обитания, один момент может полностью изменить то, какие черты являются благоприятными, а какие — смертельными.

### Глава 5: Добро пожаловать в антропоцен
Колберт использует вымирание граптолитов и других клад для объяснения оледенения как механизма вымирания. Затем она объясняет, как при высоком уровне углекислого газа в воздухе обычно происходит сопутствующее повышение температуры и уровня моря. Примерно в то время, когда вымерли граптолиты, уровень углекислого газа упал. Температура упала, и уровень моря резко снизился. Это вызвало изменение химического состава океана, что оказало разрушительное воздействие на формы жизни. Колберт утверждает, что деятельность человека изменила от трети до половины поверхности суши на планете. Мы запрудили большинство крупных рек мира, повысили уровень азота выше, чем может быть зафиксировано естественным образом наземными экосистемами, использовали более половины легкодоступных стоков пресной воды в мире, удалили более трети первичных производителей прибрежных вод океанов и изменили состав атмосферы путем вырубки лесов и сжигания ископаемого топлива.

### Глава 6: Море вокруг нас
С начала промышленной революции уровень углекислого газа в атмосфере растет с угрожающей скоростью. Исследования показывают, что мы добавили примерно 365 миллиардов тонн этого вещества в результате сжигания ископаемого топлива и ещё 180 миллиардов тонн в результате вырубки лесов. Ежегодно мы добавляем ещё около 9 миллиардов тонн, и это количество ежегодно увеличивается на 6 процентов. По сути, мы увеличили концентрацию углекислого газа в воздухе до уровня, превышающего тот, который был за последние несколько миллионов лет. Часть этого углекислого газа поглощается нашими океанами, образуя углекислый газ. Это снижает рН нашего океана и убивает большую часть нашей морской жизни. Колберт использует резкое сокращение форм жизни вокруг Арагонского замка как предупреждение о том, что нас ждет, если мы продолжим повышать уровень углекислого газа в атмосфере.

### Глава 7: Изливая кислоту
Коралловые рифы поддерживают тысячи видов, обеспечивая их пищей и защитой. Впоследствии многие виды эволюционировали вместе с кораллами. Из-за закисления океана вполне возможно, что кораллы вымрут к концу века. До промышленной революции подводные рифы имели насыщенность арагонита от 4 до 5. Однако если нынешняя интенсивность выбросов останется такой же, как сегодня, то к 2060 году уже не будет области выше 3,5. Это приведет к увеличению энергии, необходимой для кальцификации. Эта дополнительная энергия, которая в конечном итоге будет потрачена на кальцификацию, в настоящее время жизненно важна для кораллов, поскольку они используют её для восстановления после разъедания морскими видами и ударов волн. По мнению писательницы, подкисление океана является механизмом вымирания.

### Глава 8: Лес и деревья
Глобальное потепление чаще всего рассматривается как угроза для холодолюбивых видов. При повышении температуры лед на Северном и Южном полюсах будет таять. Все живые существа, зависящие от льда, столкнутся с экстремальными проблемами, которые в конечном итоге могут привести их к вымиранию. Колберт отмечает, что полюса — не единственные места, затронутые глобальным потеплением, и что в других регионах градиенты широтного разнообразия гораздо выше. Она рассказывает о работе ученых, которые использовали показатели соотношения видов и ареалов для моделирования возможных последствий глобального потепления. Прогнозируется, что степень мобильности видов и их способность переселяться на новые территории в ответ на изменение климатических условий будет существенным фактором возможного вымирания видов. Это имеет особое значение для деревьев и других видов растений. Автор утверждает, что ещё сложнее оценить степень, в которой экологические сообщества видов будут способны переносить разрушительные изменения.

### Глава 9: Острова на суше
Колберт указывает на то, как все в жизни взаимосвязано, и обсуждает важность динамики пятен. Со временем фрагментация участков окружающей среды приводит к уменьшению количества видов на данной территории. Это происходит, отчасти, потому, что размеры таких «островков» слишком малы для поддержания стабильного числа представителей вида. Кроме того, более мелкие популяции более уязвимы для таких изменений. Кроме того, разобщенность островов затрудняет доступ видов к ним и их повторное заселение. Один из исследователей описывает это как «полосу препятствий для распространения биоразнообразия».:189 Колберт также отмечает, что привычки многих видов могут быть очень специализированными для их среды обитания. Она объясняет, что одно незначительное изменение может вызвать эффект домино в различных экологических системах.

### Глава 10: Новая Пангея
Колберт отмечает, что существует эволюционная гонка вооружений, в которой каждый вид должен быть оснащен оборудованием для защиты от своих потенциальных хищников и должен быть более приспособленным, чем его конкуренты. У вида нет защиты, если он сталкивается с новым грибком, вирусом или бактерией. Это может быть чрезвычайно смертельно опасно, как в случае с американскими летучими мышами, погибшими от психрофильного грибка Geomyces destructans. Другой пример этого произошёл в 1800-х годах. Американский каштан был доминирующим лиственным деревом в лесах восточной части Америки. Затем грибок (Cryphonectria parasitica) начал вызывать заболевание каштана. Он был почти на 100 процентов смертелен. Этот грибок был непреднамеренно завезен в США человеком. Затем Колберт объясняет, что глобальная торговля и путешествия создают виртуальную «Пангею», в которой виды всех видов перераспределяются за пределы исторических географических барьеров. Это развивает идею первой главы о том, что инвазивные виды являются механизмом вымирания.

### Глава 11: УЗИ для носорога
Суматранский носорог когда-то был настолько многочисленным, что считался сельскохозяйственным вредителем. Однако по мере вырубки лесов Юго-Восточной Азии ареал носорога становился все более фрагментарным. В 1900-х годах популяция носорогов сократилась всего до нескольких сотен особей. Программа разведения носорогов в неволе была признана неудачной и привела к гибели нескольких носорогов, и прошло несколько десятилетий, прежде чем на свет появился хоть один детеныш. Сегодня в живых осталось всего сто суматранских носорогов. Колберт использует этот вид носорога для иллюстрации фрагментации среды обитания как ещё одного механизма вымирания.

### Глава 12: Ген безумия
Европа была домом для неандертальцев на протяжении как минимум 100 000 лет. Затем, около 30 000 лет назад, неандертальцы исчезли. Ископаемые останки показывают, что современные люди появились в Европе 40 000 лет назад. В течение 10 000 лет неандертальцы были выведены. С помощью молекулярного секвенирования ученые обнаружили, что во всех неафриканских людях содержится от одного до четырёх процентов неандертальской ДНК. Это указывает на то, что люди и неандертальцы скрещивались между собой, и полученные гибриды размножались. Так продолжалось до тех пор, пока неандертальцы не были буквально вырезаны. Колберт утверждает, что есть все основания полагать, что неандертальцы продолжали бы существовать, если бы не Homo sapiens.

### Глава 13: Штучка с перьями
В заключение Колберт выражает надежду на человечество, указывая на различные усилия по сохранению или консервации видов.

## Награды
- Финалист Национальной премии круга книжных критиков 2014 года (документальная литература)[37]
- Десять лучших книг библиотечного журнала 2014 года[38]
- Книжная премия штата Массачусетс, 2015 год, документальная литература[39]
- Пулитцеровская премия за нехудожественную литературу 2015 года[40]

Билл Гейтс включил книгу в свой список для чтения на лето 2014 года.